# Love Piece
LOVE PiECE é o quarto álbum de estúdio da cantora Ai Otsuka, lançado dia 26 de Setembro de 2007 pela Avex Trax em duas versões diferentes, uma versão CD e uma versão CD+DVD. O álbum estreou em 1º na Oricon e vendeu 376,115 cópias e foi certificado 2x Platina pela RIAJ pelo registro de mais de 500 mil cópias vendidas.

## Faixas

### CD
1. Mirai Taxi (未来タクシー)
2. Yumekui (ユメクイ)
3. Mackerel’s canned food
4. PEACH
5. Kumuriuta (クムリウタ)
6. Hoshi no Tango (星のタンゴ)
7. Katorisenkou (蚊取線香)
8. Frienger (フレンジャー)
9. CHU-LIP
10. HEART
11. Renai Shashin (恋愛写真)

### DVD
1. Kumuri Uta (クムリウタ) (vídeo clip)
2. HEART (vídeo Clip)
3. U-Boat (U-ボート) (Bônus vídeo clip)